# Tiassano
Tiassano (in latino Terentianum; Tiensèn, Tiénsén o Teissen in ligure) è una contrada della frazione di Valleggia del comune di Quiliano, compresa tra il suo capoluogo e la centrale termoelettrica di Vado Ligure. Di antica origine romana, fondata nel comprensorio di Vada Sabatia, si presenta ancora come una borgata caratteristica e quasi del tutto restaurata.

## Geografia
Tiassano è una contrada di campagna che si trova nel comune di Quiliano, ai piedi del crinale che divide le valli dei torrenti Segno e Quiliano, detto Briccu d'a Cruxe e che sale sino alla cima delle Rocche Bianche (555 m), in una posizione rialzata rispetto alla pianura costiera di Vado Ligure.
La contrada si sviluppa lungo il suo caruggio principale, ancora intitolato alla Concezione, che parte dalla cappelletta omonima, a levante di Tiassano, ad arrivare verso ponente, nella valle del Segno.

## Storia

### Età romana
Il paese di Tiassano deve essere sorto in modo simile alla contrada di Morosso, Gagliardi e Valleggia Superiore, come centro agricolo, anche se ha un'origine molto più antica delle altre. Il toponimo, che viene dalla forma latina Terentianum, è il segno della sua probabile fondazione come villa patrizia, con i terreni coltivati tutti intorno, i magazzini e le case dei coloni che sono stati il primo centro del paese. È possibile che negli anni di dominazione romana, passasse proprio per Tiassano la Via Aemilia Scauri, che collegava Vada Sabatia (l'odierna Vado Ligure) con Aquae Statiellae (attualmente Acqui Terme) salendo per il Colle di Cadibona, costruita nel 109 a.C. dal pretore Marco Emilio Scauro.

### Medioevo
Nel Medioevo la contrada faceva parte nel feudo di Quiliano, ceduto dai marchesi Aleramici al Comune di Savona il 23 novembre 1192. Ad ogni modo gli uomini di Tiassano si sono velocemente liberati dal controllo comunale, passando nei secoli XIII e XIV con la diocesi di Veirasca, l'odierna Montagna. Di questo fatto è indicazione l'ultima menzione di un pagamento di fodro al Comune nell'anno 1203 dalle popolazioni di Tiassano e Morosso.
In questi anni Tiassano era diventata il paese più importante di quelli sulla sponda destra del torrente Quiliano, venendo scelta come capoluogo del feudo vescovile, che comprendeva Montagna, Perniati e anche Morosso. Tiassano, allora indicata come Trazzani, era passata con altre terre della diocesi tra Vado Ligure e Quiliano al controllo genovese, sebbene fosse già stata occupata più volte dopo che questi avevano preso la castellania di Quiliano, con Papa Urbano VI che l'aveva donata alla Repubblica nel 1385. Nel XV secolo il paese iniziò però a perdere importanza, con lo sviluppo del nuovo borgo di Valleggia sui terreni bonificati. Il dominio genovese è ancora andato avanti quando nel 1537 passò la riforma, che aveva spartito le campagne di Quiliano tra Savona e Genova, terminando finalmente nel 1797. La parte genovese, centrata su Tiassano riprendendo gli antichi confini della gastaldia Teazani, comprendeva i paesi di Lanrosso, Nuxe, Montagna e anche Morosso.

## Monumenti e luoghi d'interesse

### Architetture religiose
- Cappella dell'Immacolata Concezione: è una cappella del Seicento, situata al principio della strada che attraversa la contrada. Nel muro antistante la cappella c'era un bassorilievo del Cinquencento con la Madonna della Misericordia, ora sostituito con una copia mentre l'originale è stato restaurato.[16]

### Architetture civili
- Torre di Tiassano: è una torre del Seicento, innalzata a protezione del paese dai saccheggi dei banditi e dei Saraceni. La struttura della torre è alta tre piani e ha base quadrata.[17]
- Villa Garroni: villa con parco dietro la torre della borgata, la sua realizzazione risale al Seicento e ha una struttura a due ali perpendicolari, che chiudono il cortile.[17]